# Thomas Dekker (ator)
Thomas Alexander Dekker (Las Vegas, 28 de dezembro de 1987) é um ator, dublador e músico norte-americano. Ele é mais conhecido por atuar em Terminator: The Sarah Connor Chronicles como John Connor, Heroes como Zach e The Secret Circle como Adam Conant.

## Biografia
Thomas Dekker nasceu em Las Vegas, Nevada, seu pai David John Ellis Dekker é holandês e sua mãe Hilary é galesa, os dois são hippies. Sua mãe é uma pianista, atriz e cantora e seu pai é um artista, cenógrafo, ator e cantor de ópera. Quando criança ele e seus pais moraram em vários lugares do mundo, como nos Estados Unidos, na Europa (mais precisamente em Yorkshire, Inglaterra) e no Canadá. Ele tem uma irmã chamada Diana e um irmão chamado Erik.

## Carreira
Thomas iniciou a sua carreira aos seis anos de idade, na soap opera The Young and the Restless, onde viveu Phillip Chancellor em 1993. Depois apareceu em um episódio do sitcom The Nanny como filho de J. B e no filme Star Trek: Generations como Thomas Picard.
Participou do filme Village of the Damned em 1995, interpretando o pequeno e intrigante David McGowan.
Mais tarde em 1997, ele se tornou um personagem regular do Disney Channel em Honey, I Shrunk the Kids: The TV Show, baseado no filme de mesmo nome, onde interpretou Nick Szalinski por três anos. Após o programa, que acabou em 2000, ele apareceu nas séries Run of the House, Fillmore!, CSI: Crime Scene Investigation, House M.D., Boston Public, Reba e 7th Heaven.
Thomas dublou Littlefoot na série de desenho animado The Land Before Time e Fiel Mousekewitz em An American Tail. Ele ganhou três Young Artist Awards por seu trabalho em The Land Before Time e um por sua atuação em Boston Public.
Em 2006, Dekker interpretou o personagem Zach, o melhor amigo da heroína Claire Bennet na série Heroes. Ele viveu Zach em onze episódios antes de sair da série, porque seu empresário não queria que ele interpretasse um personagem gay.
Em 2008, conseguiu um papel no elenco principal da série Terminator: The Sarah Connor Chronicles, na FOX, onde viveu John Connor e estrelou ao lado de Lena Headey e Summer Glau. A série estreou em 13 de janeiro de 2008, mas foi cancelada pela FOX em 18 de maio de 2009.
Também interpretou o personagem Nate Palmer na série de ficção científica IQ-145.
Em 2009, Dekker fez o filme Laid to Rest com Lena Headey, que interpretou sua mãe em Terminator: The Sarah Connor Chronicles. Ainda em 2009, atuou em My Sister's Keeper, um drama com Cameron Diaz, Alec Baldwin, Abigail Breslin e Sofia Vassilieva (estrela de Medium). O filme foi lançado em 26 de junho de 2009.
Em 2010 atuou em All About Evil, um filme de terror indie. Ele também estrelou o remake de A Nightmare on Elm Street, que foi lançado em 30 de abril de 2010. O nome de seu personagem é Jesse Braun, baseado no personagem Rod Lane do original.

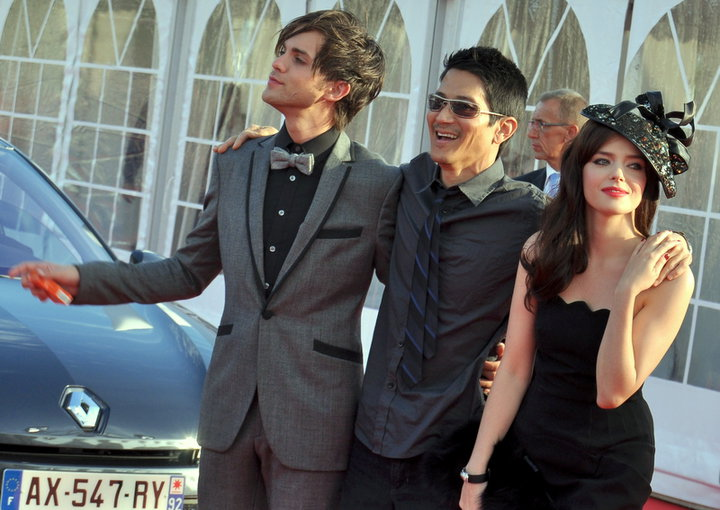
Thomas Dekker, Gregg Araki e Roxane Mesquida no "Festival de Cinema Americano de Deauville", pelo filme Kaboom em 2010.

Dekker estrelou como Smith em Kaboom, o primeiro filme premiado com o "Queer palma Award" no Festival de Cannes, por alcançar uma relevância LGBT no cinema. Thomas também foi um ótimo candidato para o papel principal no remake de Footloose (2011), mas o papel ficou com Kenny Wormald.
Em abril de 2011, estrelou como Lance Loud no telefilme Cinema Verite da HBO, que conta a história do primeiro reality show da televisão americana, o An American Family no canal PBS em 1973. Ele também apareceu na continuação de Laid to Rest, chamado de Chromeskull: Laid to Rest 2.
De 2011 a 2012, fez o papel do jovem bruxo Adam Conant, no elenco principal da série The Secret Circle.

## Vida pessoal

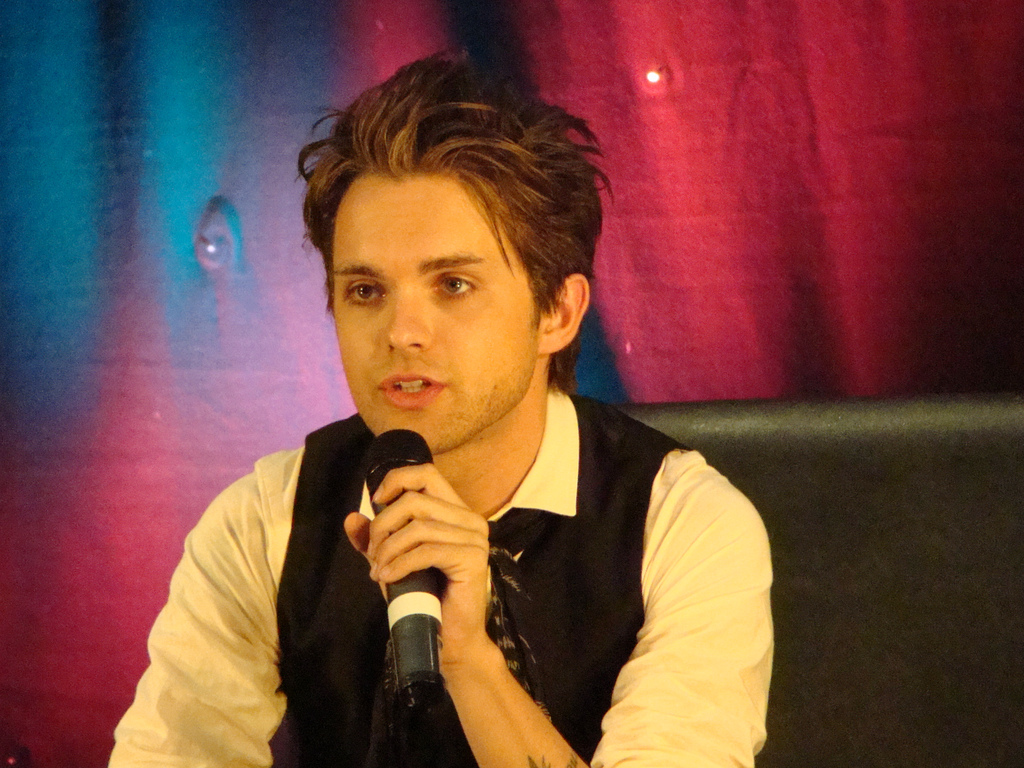
Thomas Dekker em 2007

Thomas é vegetariano, pois não come nada que seja ou contenha derivados de animais.
Segundo Dekker, as músicas que melhor o descrevem são "Our Hospitality" da banda Komeda e "Walk the Walk" de Edgar Allan Poe. O seu maior ídolo é River Phoenix.
Em entrevista, declarou que em boa parte de sua infância foi vítima de abuso sexual. Em sua adolescência, ele fazia parte de uma subcultura "metalhead", onde causou problemas em Las Vegas e foi preso cinco ou seis vezes.
Foi envolvido em um acidente de carro no dia 15 de outubro de 2009, quando ele bateu em um ciclista de 17 anos de idade, em uma rampa de acesso na rodovia. Originalmente acusado de dois crimes (lesão corporal e Dirigir sob o efeito do álcool), a carga foi reduzida de uma acusação de direção perigosa para delito leve, quando descobriu-se que o ciclista estava errado. Ele não contestou e, foi condenado a uma multa de 300 dólares mais dois anos de provação informal, também foi ordenado a assistir uma aula de álcool-educação de 12 horas.
Em 20 de abril de 2011, em uma entrevista para a revista Out, Dekker falou sobre sua sexualidade, o que tem sido objeto de especulação. "Eu realmente só tive relacionamentos com mulheres, mas eu certamente não estou fechado para ele. Se houver possibilidades de se fazer qualquer coisa na vida, por que você diz que nunca iria fazer sobre? Em trecho posterior da minha adolescência eu fiquei assim em todo o lugar com o sexo. Foi horrível. Eu realmente nunca tive um relacionamento real. Na puberdade, é tudo sobre sexo, e é tudo sobre descobrir-se por fora. Acho que exagerei quando eu era mais jovem".
Em 13 de julho de 2017, Dekker se declarou gay um uma publicação no seu Twitter e disse que se casou com seu companheiro em abril.

## Filmografia

### Televisão
| Ano       | Título                                  | Papel                               | Notas                                        |
| --------- | --------------------------------------- | ----------------------------------- | -------------------------------------------- |
| 2015      | Backstrom                               | Gregory Valentine                   | 05 episódios                                 |
| 2011-2012 | The Secret Circle                       | Adam Conant                         | Elenco principal (22 episódios)              |
| 2011      | Elvira's Movie Macabre                  | Elrick / Jack Shemansky             | Episódio: "Lady Frankenstein"                |
| 2009      | Glenn Martin DDS                        | Voz                                 | Episódio: "From Here to Fraternity"          |
| 2008-2009 | Terminator: The Sarah Connor Chronicles | John Connor                         | Elenco principal (31 episódios)              |
| 2008      | IQ-145                                  | Nate Palmer                         | Elenco principal (10 episódios)              |
| 2008      | Psi-Kix                                 | Jacque                              | Dublador                                     |
| 2006-2007 | Heroes                                  | Zach                                | 1.ª temporada (10 episódios)                 |
| 2006      | Shark                                   | Ben Channing                        | Episódio: "Love Triangle"                    |
| 2006      | House M.D.                              | Boyd                                | Episódio:"Scan Man"                          |
| 2005      | 7th Heaven                              | Vincent                             | 09 episódios                                 |
| 2004      | CSI: Investigação Criminal              | Jimmy Jones                         | Episódio: "Harvest"                          |
| 2003      | Boston Public                           | Julien McNeal                       | 02 episódios                                 |
| 2003      | Fillmore!                               | Greg Johnson                        | Episódio: "Links in a Chain of Honor"        |
| 2003      | Run of the House                        | Seth                                | Episódio: "The Party"                        |
| 2001-2003 | Jackie Chan Adventures                  | Jovem Valmont / Pequeno Valmont     | Dublador (02 episódios)                      |
| 2002      | Family Affair                           | Jeremy                              | Episódio: "No Small Parts"                   |
| 2002      | The Mummy: The Animated Series          | Simon Montgomery (voz)              | Episódio: "The Puzzle"                       |
| 2001      | Family Guy                              | Criança no banheiro (voz)           | Episódio: "The Thin White Line"              |
| 2000      | Grosse Pointe                           | Leslie Chupak                       | Episódio: "Boys on the Side"                 |
| 2000      | Touched by an Angel                     | Dennis                              | Episódio: "The Invitation"                   |
| 1997-2000 | Honey, I Shrunk the Kids: The TV Show   | Nick Szalinski / Victor Woo / Quark | Elenco principal (65 episódios)              |
| 1994-1998 | Seinfeld                                | Bobby / Filho                       | 03 episódios                                 |
| 1997      | Extreme Ghostbusters                    | Voz                                 | 02 Episódios                                 |
| 1997      | Men in Black: The Series                | Voz                                 | Episódio: "The Buzzard Syndrome"             |
| 1997      | The Weird Al Show                       | Filho                               | Episódio: "Back to School"                   |
| 1996      | Caroline in the City                    | Richard (jovem)                     | Episódio: "Caroline and the Therapist"       |
| 1995      | Star Trek: Voyager                      | Henry Burleigh                      | 02 episódios                                 |
| 1994      | The Nanny                               | Filho de J.B. Bingington            | Episódio: "The Show Must Go On"              |
| 1993      | The Young and the Restless              | Phillip Chancellor IV (#5)          | Episódio: "#1.5229 (27 de setembro de 1993)" |

### Cinema
| Ano  | Título                                             | Papel                    | Notas                                  |
| ---- | -------------------------------------------------- | ------------------------ | -------------------------------------- |
| 2016 | The Potters                                        | Asher Potter             | Pré-produção                           |
| 2015 | The White City                                     | Kyle                     |                                        |
| 2015 | Stone Sour: The Dark                               | ...                      |                                        |
| 2014 | JacobJosefAimee                                    | Jacob                    |                                        |
| 2014 | Fear Clinic                                        | Blake                    |                                        |
| 2014 | My Eleventh                                        | ...                      |                                        |
| 2014 | Squatters                                          | Jonas Trumball           |                                        |
| 2013 | Plush                                              | Jack                     |                                        |
| 2013 | Enter the Dangerous Mind                           | Jake                     |                                        |
| 2012 | The Good Lie                                       | Cullen Francis           |                                        |
| 2011 | Foreverland                                        | Bobby                    |                                        |
| 2011 | Chromeskull: Laid to Rest 2                        | Tommy                    |                                        |
| 2011 | Cinema Verite                                      | Lance Loud               | Telefilme                              |
| 2011 | Angels Crest                                       | Ethan                    |                                        |
| 2010 | Kaboom                                             | Smith                    |                                        |
| 2010 | All About Evil                                     | Steven                   |                                        |
| 2010 | A Nightmare on Elm Street                          | Jesse Braun              | Remake                                 |
| 2009 | My Sister's Keeper                                 | Taylor Ambrose           |                                        |
| 2009 | Laid to Rest                                       | Tommy                    |                                        |
| 2008 | Whore                                              | Tom                      | Também foi diretor e escritor          |
| 2008 | From Within                                        | Aidan                    |                                        |
| 2007 | The War Prayer                                     | O cantor                 | Curta-metragem                         |
| 2006 | Simple Joys                                        | Stephen                  | Curta-metragem                         |
| 2005 | Campus Confidential                                | Brett                    | Telefilme                              |
| 2002 | The Land Before Time IX: Journey to the Big Water  | Littlefoot (voz)         | Dublador                               |
| 2002 | Hilfe, ich bin ein Junge                           | Mickey (voz)             | Dublador (Versão em inglês)            |
| 2001 | The Land Before Time VIII: The Big Freeze          | Littlefoot (voz)         | Dublador                               |
| 2001 | Inside the Osmonds                                 | Donny (jovem)            | Telefilme                              |
| 2000 | The Land Before Time VII: The Stone of Cold Fire   | Littlefoot (voz)         | Dublador                               |
| 1999 | An American Tail: The Mystery of the Night Monster | Fievel Mousekewitz (voz) | Dublador                               |
| 1998 | The Land Before Time VI: The Secret of Saurus Rock | Littlefoot (voz)         | Dublador                               |
| 1998 | An American Tail: The Treasure of Manhattan Island | Fievel (voz)             | Dublador                               |
| 1997 | The Land Before Time V: The Mysterious Island      | Littlefoot (voz)         | Dublador                               |
| 1995 | Village of the Damned                              | David McGowan            |                                        |
| 1994 | Star Trek Generations                              | Criança de Picard        | Creditado como Thomas Alexander Dekker |

## Prêmios e indicações
| Ano  | Prêmio                 | Categoria                                               | Trabalho indicado                                  | Resultado |
| ---- | ---------------------- | ------------------------------------------------------- | -------------------------------------------------- | --------- |
| 2011 | OFTA Television Award  | Melhor Ator Coadjuvante em Minissérie ou Motion Picture | Cinema Verite                                      | Indicado  |
| 2009 | Saturn Awards          | Melhor Ator Coadjuvante em Série de televisão           | The Sarah Connor Chronicles                        | Indicado  |
| 2008 | Teen Choice Awards     | Melhor Breakout Masculino                               | The Sarah Connor Chronicles                        | Indicado  |
| 2008 | Young Hollywood Awards | One to Watch                                            | The Sarah Connor Chronicles                        | Venceu    |
| 2008 | Grand Jury Awards      | Melhor Ator                                             | From Within                                        | Venceu    |
| 2004 | Young Artist Awards    | Melhor Performance em Série de televisão                | Boston Public                                      | Venceu    |
| 2003 | DVD Premiere Awards    | Melhor Canção Original                                  | The Land Before Time IX: Journey to the Big Water  | Indicado  |
| 2003 | Young Artist Awards    | Melhor Dublagem                                         | The Land Before Time IX: Journey to the Big Water  | Venceu    |
| 2001 | Video Premiere Awards  | Melhor Desempenho de Personagem Animado                 | The Land Before Time VII: The Stone of Cold Fire   | Indicado  |
| 2001 | Young Artist Awards    | Melhor Dublagem                                         | An American Tail: The Mystery of the Night Monster | Venceu    |
| 2000 | Young Artist Awards    | Melhor Performance em Série de Comédia                  | Honey, I Shrunk the Kids: The TV Show              | Venceu    |
| 1999 | Young Artist Awards    | Melhor Performance em Série de Drama / Comédia          | Honey, I Shrunk the Kids: The TV Show              | Indicado  |

## Música
Thomas Dekker começou a compor aos dez anos, enquanto ainda morava no Canadá. Aos quinze anos ele conseguiu um contrato com uma gravadora, porém sentiu que não estava fazendo a música que ele queria. Com dezesseis anos, começou a escrever e produzir sua própria música, influenciado pela música eletrônica que ele descreve como "eletrofolk". Foi compositor e produtor de seus dois álbuns. Algumas de suas músicas estão hospedadas em sua página no MySpace. Seu primeiro álbum Psyanotic, foi recentemente liberado para download e compra no iTunes. Suas canções também estão postadas no You Tube. lançadas em 2008.

### Álbuns
- por anunciar - You Are a Liar
- 2008 – Psyanotic

### Trilha sonora
- 2008 - From Within
- 2005 - 7th Heaven - Episódio: "Red Socks"

("Ac-Cent-Tchu-Ate the Positive")
- 2002 - The Land Before Time IX: Journey to the Big Water

("Imaginary Friends", "No One Has to Be Alone", "Chanson D'Ennui", "Big Water")
- 2001 - The Land Before Time VIII: The Big Freeze

("Family", "The Lesson")
- 2000 - The Land Before Time VII: The Stone of Cold Fire

("Beyond the Mysterious Beyond", "Good Inside")
- 1999 - An American Tail: The Mystery of the Night Monster

("Get the Facts", "Who Will")
- 1998 - The Land Before Time VI: The Secret of Saurus Rock

("Bad Luck", "The Legend of the Lone Dinosaur", "On Your Own")
- 1998 - An American Tail: The Treasure of Manhattan Island

("Anywhere in Your Dreams")
- 1997 - The Land Before Time V: The Mysterious Island

("Friends for Dinner", "Always There", "Big Water")